# Menadion
Menadion – organiczny związek chemiczny z grupy chinonów, syntetyczna prowitamina rozpuszczalna w tłuszczach, określana jako witamina K3, stosowana jako lek hemostatyczny.